# Viola crassiuscula
Viola crassiuscula är en violväxtart som beskrevs av Jean-Baptiste Bory de Saint-Vincent. Viola crassiuscula ingår i släktet violer, och familjen violväxter. Inga underarter finns listade i Catalogue of Life.